# چند ابری
چند ابری (به انگلیسی: Multicloud) اصطلاحی با تفاسیر متفاوت است که عموماً به سیستمی اطلاق می‌شود که از چندین ارائه‌دهنده رایانش ابری استفاده می‌کند.طبق ISO/IEC 22123-1: "چند ابری یک مدل استقرار ابری است که در آن مشتری از خدمات ابر عمومی ارائه شده توسط دو یا چند ارائه دهنده خدمات ابری استفاده می کند".
چند ابری می‌تواند شامل مدل‌های استقرار مختلفی، از جمله ابرهای عمومی، خصوصی و ترکیبی و مدل‌های خدمات متعدد مانند زیرساخت به عنوان سرویس (IaaS)، پلتفرم به عنوان سرویس (PaaS) و نرم‌افزار به عنوان سرویس (SaaS) باشد. چند ابری شامل گزینه‌های بار کاری، داده‌ها، ترافیک و قابلیت حمل گردش کار است که پیچیدگی‌های پیاده سازی متفاوتی را نشان می‌دهد.
هنگامی که راه‌حل‌های چند ابری به طور موثر پیاده سازی شوند، می توانند انعطاف پذیری معماری را افزایش دهند، وابستگی به یک فروشنده را کاهش دهند و با استفاده از خدمات ارائه دهندگان مختلف، انعطاف پذیری را بهبود بخشند. با این حال، استراتژی‌های چند ابری نیز چالش‌هایی از جمله افزایش پیچیدگی عملیاتی، خطرات امنیتی، هزینه‌های بالاتر و مشکلات یکپارچه‌سازی را به همراه دارند.

## مزایا
چندین مزیت برای استفاده از رویکرد چند ابری وجود دارد، از جمله توانایی مذاکره در مورد قیمت بهتر با ارائه دهندگان ابر، توانایی تغییر سریع به ارائه دهنده دیگری در صورت نیاز و توانایی جلوگیری از قفل شدن فروشنده. چند ابری همچنین می‌تواند راه خوبی برای محافظت در برابر خطرات منسوخ شدن باشد، زیرا به شما امکان می‌دهد به چندین فروشنده و استانداردهای باز تکیه کنید، که می‌تواند عمر سیستم‌های شما را طولانی‌تر کند.
مزایای اضافی معماری چند ابری، شامل پایبندی به سیاست‌های محلی است که به داده‌های خاصی نیاز دارد که به صورت فیزیکی در منطقه/کشور وجود داشته باشد، توزیع جغرافیایی درخواست‌های پردازش از واحد ابری نزدیک‌تر که به نوبه خود تأخیر را کاهش می‌دهد و در برابر بلایا محافظت می‌کند.

## محدودیت‌ها و چالش‌ها
با وجود تمام این مزایا، تصمیم گیری در مورد استفاده از چندین محیط ابری چالش برانگیز است، از جمله نیاز به ابزارهای مدیریتی پیچیده در منطقه ابری. همچنین، مسائل مربوط به امنیت در مدیریت داده‌ها در بین چندین ارائه دهنده برای اطمینان از بالاترین سطح حفاظت از داده‌ها و استانداردهای انطباق ضروری است.
محیط‌های ابری یک چالش منحصر به فرد را ارائه می دهند، زیرا نیاز به ادغام با چندین سیستم مختلف در یک سازمان دارند، که اغلب می تواند یک فرآیند پیچیده باشد. این می‌تواند باعث هزینه‌های اضافی شود، زیرا تلاش‌ها و فعالیت‌های بیشتری برای هماهنگ‌سازی و نظارت بر تامین‌کنندگان چندگانه ابر مورد نیاز است.

## تفاوت بین چند ابری و ابر ترکیبی
تفاوت چند ابری با ابر ترکیبی در این است که به چندین سرویس ابری از فروشندگان مختلف اشاره دارد نه حالت‌های استقرار چندگانه (سخت‌افزار داخلی و میزبانی ابری عمومی و خصوصی). با این حال، هنگام در نظر گرفتن یک تعریف گسترده از چند ابری، ابر ترکیبی همچنان می تواند به عنوان شکل خاصی از چند ابری در نظر گرفته شود.

## صنایعی که از چند ابری بهره می‌برند
برنامه‌های کاربردی در زمینه‌های مالی، مراقبت‌های بهداشتی یا خرده‌فروشی از رویکرد چند ابری استفاده می‌کنند زیرا به در دسترس بودن مکرر، حفاظت قابل اعتماد از اطلاعات و پیروی از استانداردها و دستورالعمل‌های دقیق نیاز دارند. برای مثال، در امور مالی، چند ابری تداوم خدمات حیاتی و قابلیت‌های پشتیبان را در مواقع بروز بلایا ارائه می‌دهد. در همین حال، بخش مراقبت های بهداشتی از آن برای محافظت از اطلاعات مشتری و مطابقت با قوانین HIPAA (قانون قابل حمل و پاسخگویی بیمه سلامت) استفاده می‌کند. چند ابری برای صنعت خرده‌فروشی مفید است زیرا برای دوره‌های ترافیکی بالاتر، رضایت مشتری و انعطاف‌پذیری در برابر وقفه‌های خدماتی اجرا می‌شود.

## نتیجه گیری
داشتن ابرهای متعدد دارای مزایای بی‌شماری است که سازمان‌ها را قادر می‌سازد تا در صورت اتخاذ بهترین شیوه‌های لازم برای اجرای آن، عملیات‌های بهبود یافته‌ای داشته باشند. هر کدام از این استراتژی‌ها مزایای خود را دارند، اما باید به این نکته نیز توجه داشت که هر شکل از استراتژی حفاظت دارای معایبی است: افزونگی در ابرها و بارهای کاری توزیع شده می‌تواند سیستم را پیچیده‌تر کند. انفجار ابر می تواند از نظر امنیت خطرناک باشد. استفاده از ابزارهای عدم وابستگی به فروشنده، به ابزارهای مدیریتی پیشرفته‌تری نیاز دارد.